# Együtt – Polgári Demokrácia
Az Együtt – Polgári Demokrácia (szlovákul: SPOLU – občianska demokracia) egy szlovákiai párt, amit 2018. január 25-én alapítottak szlovák politikusok.

## Története
A SPOLU pártot 2017. november 17-én jelentette be Miroslav Beblavý, aki a Háló nevű szlovák párt politikusa volt. A párt magát Európa-pártinak tartja, és próbál a modern gazdaságra koncentrálni. A párt később csatlakozott a Progresszív Szlovákia nevű párthoz, és szövetséget kötöttek egymással, és közösen indultak a 2019-es szlovák európai parlamenti választáson, a párt az Európai Néppárthoz csatlakozott, mivel két politikus az EPP-be ment, míg a Progresszív Szlovákia a Liberálisok és Demokraták Szövetsége Európáért nevű liberális pártcsoportosuláshoz csatlakozott. A párt közösen indult a Progresszív Szlovákia párttal a 2020-as szlovákiai parlamenti választáson.

## Választások

### Parlamenti
| Választás | Szavazatok száma | Szavazatok aránya | Mandátumok száma | Mandátumok aránya | Parlamenti szerepe |
| --------- | ---------------- | ----------------- | ---------------- | ----------------- | ------------------ |
| 2020-as   | 200 780          | 6,96%             | 0                | 0%                | nem jutott be      |

### Európai parlamenti
| Választás | Szavazatok száma | Szavazatok aránya | Mandátumok száma | Európai parlamenti csoport             |
| --------- | ---------------- | ----------------- | ---------------- | -------------------------------------- |
| 2019-es   | 198 255          | 20.11%            | 2*               | Európai Néppárt (Kereszténydemokraták) |

*Választási szövetségben a Progresszív Szlovákia-párttal.